# Gmina Kutalli
Gmina Kutalli (alb. Komuna Kutalli) – gmina położona w środkowej części Albanii. Administracyjnie należy do okręgu Berat w obwodzie Berat. W 2011 roku populacja gminy wynosiła 9643, 4820 kobiet oraz 4823 mężczyzn, z czego Albańczycy stanowili 51,55%, Arumuni 2,36% mieszkańców.
W skład gminy wchodzi jedenaście miejscowości: Goriçani, Goriçan Çlirimi, Drenovica, Rërëzs-Kumarak, Kutalli, Malas Bregasi, Pobrat, Protoduari, Samatica, Sqepuri.